# Martin Fehr
Martin Fehr (* 15. Januar 1905 in Gürzenich (Düren); † 1978 in Basingstoke, England) war ein deutscher Lehrer, Autor und Erfinder.

## Leben
Martin Fehr war ein Sohn des Tuchspinners Carl Fehr (1877–1954) und dessen Ehefrau Maria Josefa Fehr, geb. Kronen. Von 1911 bis 1919 besuchte er die Volksschule in Gürzenich, wo ihm die Schulleitung aufgrund seiner Begabung eine Ausbildung zum Lehrer empfahl. Aus diesem Grund besuchte er von 1919 bis 1925 das Lehrerseminar an der Ostschule in Düren. Nach Beendigung der Ausbildung blieb er jedoch stellenloser Junglehrer. Bereits in den 1920er Jahren schrieb er viele Artikel, die in den Dürener Heimatblättern, einer Beilage der Dürener Zeitung, veröffentlicht wurden.
Am 3. April 1927 war er einer der Gründer und Schriftführer des Heimatbundes Gürzenich. Anlässlich des 75-jährigen Bestehens des Dürener Webervereins, erhielt er von einem Tuchfabrikanten den Auftrag ein Buch zu schreiben, worauf er als Verfasser das Buch Die Geschichte der Dürener Tuchmacher im Jahr 1927 schrieb. 
Ab 1930 war er Aktivist des Antifaschistischen Schutzbundes in Gürzenich, sowie Gründer der Int. Esperanto-Vereinigung-Düren. Für die links-liberale Wochenzeitschrift Die Weltbühne verfasste er Beiträge. Bis zum Frühjahr 1932 noch im elterlichen Haus in Gürzenich, Haus-Nr. 238 (heute Schillingsstraße 183) wohnend, nahm er sich im Anschluss ein möbliertes Zimmer in der Dürener Innenstadt. Fehr war mit dem Dürener Pazifisten und Franziskaner, Pater Silvester (Leo Goor *31. Dezember 1880 in Eupen) der ihn fast wöchentlich besuchte, befreundet.
Ab November 1932 war er als Lehrer an der Volksschule in Solingen-Ohligs tätig, von wo er zu Ostern 1933 an eine Schule in Kray (Essen) versetzt wurde.

## Emigration
Im August 1933 emigrierte er nach einem nächtlichen Abschiedsbesuch im Elternhaus in Gürzenich nach Belgien. Gemeinsam mit der Tochter eines jüdischen Diamantenhändlers aus Antwerpen, die er in der belgischen Esperanto-Bewegung kennengelernt hatte, emigrierte er schließlich von Belgien nach England. In England wurde er direkt nach Ausbruch des Zweiten Weltkriegs als deutscher Emigrant mit einem Schiff nach Kanada deportiert. Nachdem es seiner Freundin gelungen war, ihn wieder zurückzuholen, musste er nach seiner Rückkehr in der Rüstungsindustrie arbeiten, wo er zuletzt als Betriebsleiter tätig war. Ferner wurde er noch technischer Berater einer englischen Firma.

## Familie
Martin Fehr war verheiratet und hatte zwei Söhne. Einige Jahre nach Ende des Zweiten Weltkriegs erwarb er die englische Staatsbürgerschaft. Im Jahr 1972 erhielt er den Janay-Price für das beste Buch des Jahres The end of his tether (deutsch Am Ende der Leine). Fehr verstarb 1978 in seiner Wahlheimat Basingstoke.

## Erfindung
Martin Fehr ist der Erfinder des Patents “Fehr Reflexions-Goniometer”, ein Instrument zum Messen von Neigungswinkeln der Flächen von Kristallen beim Schleifen von Diamanten.

## Werke
- Der Verrat von Gürzenich (Gedicht), in: Heimatblätter (Düren) 2, 1925, Nr. 26
- Der Gürzenich zu Köln und die Herren von Gürzenich, in: Heimatblätter (Düren) 3, 1926, Nr. 9
- Der “Oberst Gürzenich”, in: Heimatblätter (Düren) 3, 1926, Nr. 13
- Als die Franzosen 1761 kamen – eine Skizze aus Gürzenichs Vergangenheit, in: Heimatblätter (Düren) 4, 1927, Nr. 10
- Das Ende der Leibeigenschaft in Gürzenich, in: Heimatblätter (Düren) 4, 1927, Nr. 14
- Wie Merzenich einen neuen Schulmeister bekam, in: Heimatblätter (Düren) 4, 1927, Nr. 15
- Die Geschichte der Dürener Tuchmacher, Verlag Zander in Komm., Düren 1927
- Die Hubertusverehrung und die Gürzenicher Märkte, in: Heimatblätter (Düren) 5, 1928,
- The end of his tether" (Am Ende der Leine), 1972, ISBN 9780903449403